# Bad
A Bad Michael Jackson amerikai énekes hetedik stúdióalbuma szólóénekesként, a második, ami az Epic Recordsnál jelent meg. 1987-ben jelent meg, öt évvel az előző, Thriller című albuma után, mely napjainkig tartja az albumeladási világrekordot, Ez a Bad megalkotásánál komoly kihívást jelentett. Az album több mint 3 és fél évig íródott, és a dalok rögzítése is elhúzódott.
Az album megfelelt a késő nyolcvanas évek követelményeinek, sőt egyesek még túl modernnek is gondolták. Ez az album is beírta magát a zene történelmébe, hiszen a lemezről hat szám is listavezető lett az USA-ban és Európában is: Dirty Diana, Smooth Criminal, Bad, The Way You Make Me Feel, Leave Me Alone, Another Part of Me. A Bad turné, ami 1987-től 1989-ig tartott, 125 millió dolláros tiszta bevételével minden idők legsikeresebb turnéja. Az album 60 millió példányban kelt el. Szerepel az 1001 lemez, amit hallanod kell, mielőtt meghalsz című könyvben.
A Bad albumon Jackson kiélhette művészi hajlamát, a 11 dalból kilencet ő írt, valamint az album 13 országban volt első helyezett, és Top 20-as más országokban. Az albumot 6 Grammy-díjra jelölték, valamint a legjobb zenei video a Leave Me Alone a videóklipben alkalmazott látványos technika miatt kapott díjat. Az albumot minden idők egyik legnagyobb albumának tartották, mely a Rolling Stone 500 legjobb album listáján is szerepel, ahol a 202. helyen végzett. 2017-ben az album az Egyesült Államokban több mint tízmillió példányban kelt el.

## Produkció
Jackson korábbi albumai az Off the Wall  20 millió példányszámban, míg a Thriller 65. millió példányszámban kelt el világszerte.  Jackson célja az volt, hogy a Bad című albuma 100 millió példányszámban keljen el.
A Bad volt a 3. és utolsó közös munka Jackson és Quincy Jones között, és több mint 3 éven keresztül zajlottak a munkálatok. 1983 novemberében Jackson a The Jacksons csapattal felvette a Victory albumot, és turnéra indultak, majd ezután a We are the World felvételei közben folytatta a Bad felvételeit, mely hivatalosan 1985 januárjában kezdődött. A munka rövid idő után megszakadt, így Jackson felkészülhetett a Disney 4D-s Captain EO című filmjére. A munka ezek után 1986. novemberéig folytatódott, majd ismét megszakadt, így elkészült a Bad rövidfilmje. A felvételt végül 1987 januárjában folytatták, mely júliusban fejeződött be.
Jackson 60 dalt írt az új dalra, melyből 30-at rögzítettek. Jackson eredetileg egy 3 CD-s kiadványt szeretett volna a dalokkal, de Quincy Jones lebeszélte erről, és azt mondta, hogy az album egy tíz dalt tartalmazó LP legyen. Amikor az album megjelent CD-n, 11. bónusz dalként a Leave Me Alone került fel, melyet önálló kislemezként is megjelentettek. Az LP újrakiadásán 11. dalként szerepelt a dal a vinyl változaton. A 11. dalból 9.-et Jackson írt, kivéve a Just Good Friends címűt, melyet Terry Britten és Graham Lyle írt, valamint a Man in the Mirror című dal, mely Siedah Garrett és Glen Ballard munkáját dicséri.

## Megjelenések
A Bad 1987. augusztus 31-én jelent meg, és szeptember 26-án az első helyen debütált a Billboard 200-as listán, és 6 egymást követő héten volt a slágerlista helyezettje. Az album tízszeres platina státuszt kapott az eladások alapján, mivel több mint tízmillió példányt értékesítettek csak az Egyesült Államokban. A Bad azonban nem tudta túlszárnyalni a Thriller eladásait, és egyesek a médiában csalódásnak nevezték az albumot.
Az Egyesült Királyságban az albumból a megjelenést követő 5 napon belül 500 000 példányt értékesítettek, mely 2008-ig 13x platina státuszt adott, az addig eladott példányszám alapján, mely 3.9 millió példányt jelent. Ez volt Jackson második legjobban kelendő albuma az Egyesült Királyságban. Az album 25 országban volt slágerlistás első helyezett. Többek között Ausztria, Kanada, Japán, Új-Zéland, Norvégia, Svédország, Svájc, és az Egyesült Királyság.
Az album számos tanúsítványt kapott világszerte. 7x platinát Kanadában a 700 000 példányszám eladása végett. Európában a 2001-es kiadások alapján az IFPI 1 millió eladott példányszám alapján adott tanúsítványt az albumnak. Hongkongban 20 000 példányt értékesítettek. Globálisan a Bad Jackson második legkelendőbb lemeze a Thriller mögött 30 és 35 millió darab közötti értékesítéssel.

### Promóciók
Mire a Bad megjelent, a Thriller című albumból milliókat értékesítettek. A CBS az album megjelenésekor megjelentetett egy dokumentumfilmet Jackson életéről The Magic Return címmel. A dokumentumfilm végén a Bad videóklipje látható, melyet Martin Scoresse rendezett. Készült egy másik mini-film a Bad World Tour idején mely a Moonwalker,  a Bad című dalok előadásait is tartalmazza, de látható a Speed Demon, Leave Me Alone, Man in the Mirror, Smooth Criminal című dalok is. Az utóbbi két dal a film végén nem élő felvételként, hanem videóklip formátumban látható. A Bad turnéja jelentős pénzügyi sikerrel zárult, 125 millió dollár bevétellel.

### Dalok
A Bad volt az első album, melyről egymást követően 5 No.1. kislemezt jelentettek meg: I Just Can't Stop Loving You, "Bad, The Way You Make Me Feel, Man in the Mirror és a Dirty Diana című dalok, amellett, hogy az album is első helyezett volt. Ezt azóta Katy Perry 2010-ben megjelent albumának, a Teenage Dream-nek sikerült.
Az első kislemez az I Just Can't Stop Loving You első helyezett volt 1987. szeptember 19-én. A dal szintén első helyen szerepelt a Billboard R&B/Hip-Hop kislemezlistán, és 2. helyezett volt az Adult Contemporary listán. Az Egyesült Királyságban a dal 1 helyezett volt két hétig,  és 4 hétig volt helyezett Hollandiában,  valamint 7 hétig Norvégiában.  A Bad 1. helyezett volt a Billboard Hot 100-as listán 1987. október 16-án, és Top 10-es slágerlistás volt több országban is.  A The Way You Make Me Feel című dal Top 10-es és 20-as volt nemzetközi szinten.  A Man in the Mirror szintén No.1. helyezett volt a Billboard Hot 100-as listán 1988 márciusában. Új-Zélandon a dal 4., míg Ausztráliában 8, Ausztriában 10. helyezést ért el. 1988. július 2-án a Dirty Diana című dal 1 helyezett volt a Hot 100-as kislemezlistán, és Top 10-es néhány országban.
Az Another Part of Me című dal kevésbé volt sikeres, így a Billboard Hot 100-as lista 11. helyig jutott csupán. A dal 5. helyezett volt Hollandiában, Új-Zélandon a 14., míg Franciaországban a 32. helyig sikerült jutnia. A Smooth Criminal a 6. Top 10-es sláger volt az Egyesült Államokban. Az Egyesült Államok és Kanadán kívül megjelent Leave Me Alone az Ír kislemezlistán és néhány országban is Top 10-es helyezést ért el. Az album utolsó kislemeze a Liberian Girl nem volt Billboard Hot 100-as helyezés, csupán néhány országban került fel a slágerlistákra a legjobb Top 20-ba.
Az Egyesült Királyságban a Bad kislemezei 2009-ben Top 10-es helyezettek voltak. A Man in the Mirror 21. helyről a 2. helyre ugrott 2009-ben. Jackson következő albuma a Dangerous szintén így volt helyezett 1991 és 1993 között, míg Calvin Harris stúdióalbuma meg nem törte ezt 2013-ban.

## Az album dalai
Az eredeti album tartalma (1987)
|     | Cím                                                     | Szerző(k)          | Hossz |
| --- | ------------------------------------------------------- | ------------------ | ----- |
| 1.  | Bad                                                     | Michael Jackson    | 4:06  |
| 2.  | The Way You Make Me Feel                                | Jackson            | 4:57  |
| 3.  | Speed Demon                                             | Jackson            | 4:01  |
| 4.  | Liberian Girl                                           | Jackson            | 3:53  |
| 5.  | Just Good Friends (duett Stevie Wonderrel)              | Terry Britten/Lyle | 4:05  |
| 6.  | Another Part of Me                                      | Jackson            | 3:53  |
| 7.  | Man in the Mirror                                       | Ballard/Garrett    | 5:18  |
| 8.  | I Just Can’t Stop Loving You (duett Siedah Garrett-tel) | Jackson            | 4:13  |
| 9.  | Dirty Diana                                             | Jackson            | 4:40  |
| 10. | Smooth Criminal                                         | Jackson            | 4:16  |
| 11. | Leave Me Alone                                          | Jackson            | 4:37  |

A Special Edition kiadvány bónuszdalai (2001)
1. Streetwalker (kiadatlan)
2. Todo mi amor eres tu (az I Just Can't Stop Loving You spanyol változata; az USA-ban korábban kiadatlan)
3. Fly Away (korábban kiadatlan)

## Kiadatlan dalok
| - Al Capone (később kiadták a Bad 25 albumon) - Cheater (később kiadták a Michael Jackson: The Ultimate Collection albumon) - Come Together (megjelent a Moonwalker című filmben, illetve a HIStory: Past, Present and Future, Book I albumon) - Crack Kills - Do You Know Where Your Children Are (később kiadták az XSCAPE albumon) - Don't Be Messin' 'Round (később kiadták a Bad 25 albumon) - Groove Of Midnight - I'm So Blue (később kiadták a Bad 25 albumon) - Song Groove, vagy Abortion Papers (később kiadták a Bad 25 albumon) - Free (később kiadták a Bad 25 albumon) - Price of Fame (később kiadták a Bad 25 albumon) - Streetwalker (később kiadták a Bad 25 albumon) - Fly Away (később kiadták a Bad 25 albumon) - Todo Mi Amor Eres Tu (spanyol változata az I Just Can't Stop Loving You-nak, később kiadták a Bad 25 albumon) - Je Ne Veux Pas La Fin De Nous (francia változata az I Just Can't Stop Loving You-nak, később kiadták a Bad 25 albumon) - Throwing Your Life Away - Tomboy |

## Bad 25
2012. május 3-án jelentették be, hogy megjelenik a Bad 25 éves jubileumi albuma. Az albumot Bad 25-nek nevezték el, és 2012. szeptember 18-án adták ki.

## Elismerések
| Szervezet                  | Ország                    | Díjak, elismerések                                                | Év   | Források |
| -------------------------- | ------------------------- | ----------------------------------------------------------------- | ---- | -------- |
| Grammy-díj                 | Amerikai Egyesült Államok | Legjobb "mérnöki" felvétel – nem klasszikus kategória (Bad)       | 1988 | [ 52 ]   |
| Grammy-díj                 | Amerikai Egyesült Államok | Legjobb videóklip – rövid változat ("Leave Me Alone")             | 1990 | [ 53 ]   |
| Quintessence Editions Ltd. | Egyesült Királyság        | 1001 lemez, amit hallanod kell, mielőtt meghalsz (nincs helyezés) | 2003 | [ 54 ]   |
| Rolling Stone              | Amerikai Egyesült Államok | Rolling Stone's Minden idők 500 legjobb albuma (helyezés #202)    | 2003 | [ 55 ]   |
| VH1                        | Amerikai Egyesült Államok | Minden idők 100 legnagyobb albuma az MTV által (helyezés #43)     | 2009 | [ 56 ]   |

A Bad volt a 138. a Billboard Top 200-as album listáján. 

## Slágerlista
| Slágerlista (1987–2015)                          | Legjobb helyezések |
| ------------------------------------------------ | ------------------ |
| Ausztrália Australian Albums (Kent Music Report) | 2                  |
| Ausztria (Ö3 Austria Top 40)                     | 1                  |
| Brazília (ABPD)                                  | 3                  |
| Csehország (ČNS IFPI Albums Top 100)             | 3                  |
| Dánia (Hitlisten Album Top 40)                   | 36                 |
| Hollandia (Dutch Charts Album Top 100)           | 1                  |
| Franciaország (IFOP)                             | 1                  |
| Németország (Offizielle Top 100)                 | 1                  |
| Olaszország (Sorrisi & Canzoni)                  | 1                  |
| Japán (Oricon)                                   | 1                  |
| Mexikó (Top 100 México)                          | 13                 |
| Új-Zéland (Recorded Music NZ Top 40 Albums)      | 1                  |
| Norvégia (VG-lista Album Top 40)                 | 1                  |
| Lengyelország (ZPAV Album Top 50)                | 4                  |
| Portugália (AFP Top 30 Albums)                   | 22                 |
| Spanyolország (PROMUSICAE Top 100 Álbumes)       | 2                  |
| Svédország (Sverigetopplistan Top 60 Albums)     | 1                  |
| Svájc (Schweizer Hitparade Top 100 Albums)       | 1                  |
| Egyesült Királyság OCC                           | 1                  |
| Billboard 200                                    | 1                  |
| Billboard Top R&B/Black Albums                   | 1                  |

| Slágerlista (1987)                   | Helyezések |
| ------------------------------------ | ---------- |
| Ausztria (Ö3 Austria Top 40)         | 17         |
| Kanada Top Albums/CDs (RPM)          | 14         |
| Franciaország (IFOP)                 | 1          |
| Németország (Official German Charts) | 8          |
| Japán (Oricon)                       | 5          |
| Egyesült Királyság (OCC)             | 1          |
| Cash Box                             | 15         |

| Slágerlista (1988)                   | Helyezések |
| ------------------------------------ | ---------- |
| Ausztria (Ö3 Austria Top 40)         | 2          |
| Németország (Official German Charts) | 3          |
| Új-Zéland (Recorded Music NZ)        | 14         |
| Egyesült Királyság (OCC)             | 3          |
| Billboard 200                        | 5          |
| Cash Box                             | 6          |

| Slágerlista (1980–1989)      | Helyezések |
| ---------------------------- | ---------- |
| Ausztria (Ö3 Austria Top 40) | 4          |
| Egyesült Királyság (OCC)     | 2          |

## Eladási adatok és minősítések
| Ország                                                           | Minősítés       | Elkelt példányszám |
| ---------------------------------------------------------------- | --------------- | ------------------ |
| Ausztrália (ARIA)                                                | 6x platina      | 420 000            |
| Ausztria (IFPI Austria)                                          | 4x platina      | 200 000            |
| Kanada (Music Canada)                                            | 7x platina      | 700 000            |
| Dánia (IFPI Denmark)                                             |                 | 100 000            |
| Finnország (Musiikkituottajat)                                   | arany           | 51 287             |
| Franciaország (Syndicat National de l’Édition Phonographique)    | gyémánt         | 1 795 000          |
| Németország (BVMI)                                               | 4x platina      | 2 000 000          |
| India (IMI)                                                      |                 | 200 000            |
| Olaszország (FIMI)                                               |                 | 1 000 000          |
| Japán (RIAJ)                                                     |                 | 1 000 000          |
| Mexikó (AMPROFON)                                                | platina + arany | 350 000            |
| Hollandia (NVPI)                                                 |                 | 500 000            |
| Új-Zéland (RMNZ)                                                 | 9x platina      | 130 000            |
| Spanyolország (PROMUSICAE)                                       | 3x platina      | 300 000            |
| Svédország (GLF)                                                 | 2x platina      | 200 000            |
| Egyesült Királyság (BPI)                                         | 13x platina     | 4 140 000          |
| Amerikai Egyesült Államok (Amerikai Hanglemezgyártók Szövetsége) | gyémánt         | 10 000 000         |
| Európa (IFPI) (2009-es eladások)                                 | platina         | 1 000 000          |